# Loma Linda (Californië)
Loma Linda is een plaats (city) in de Amerikaanse staat Californië, en valt bestuurlijk gezien onder San Bernardino County.

## Demografie
Bij de volkstelling in 2000 werd het aantal inwoners vastgesteld op 18.681.
In 2006 is het aantal inwoners door het United States Census Bureau geschat op 21.263, een stijging van 2582 (13,8%).

## Geografie
Volgens het United States Census Bureau beslaat de plaats een oppervlakte van
19,0 km², geheel bestaande uit land.

## Plaatsen in de nabije omgeving
De onderstaande figuur toont nabijgelegen plaatsen in een straal van 16 km rond Loma Linda.

## Geboren in Loma Linda
- Matthew Modine (1959), acteur
- Malia Jones (1977), surfster, model en ondernemer